# Vasconha
Vasconha é uma aldeia portuguesa situada no sopé da Serra do Caramulo dentro da Região Turística de Lafões. Pertence à freguesia de Queirã no concelho de Vouzela. Nesta aldeia existem três cafés, de seu nome Toca do Lagarto, São Silvestre e O Nosso Café. Há também um restaurante denominado O Eira Velha. Contém uma capela em honra de São Silvestre, padroeiro da aldeia, e uma capelinha referente a São Macário, que se situa no cimo de um monte como que "vigiando" a nossa terra. Diz-se também ser casamenteiro, isto é, diz a lenda que se uma rapariga e um rapaz derem ambos um nó com a mão esquerda numa das muitas mimosas que vestem o monte, vêm a casar. Afirmam os mais antigos que coincidência ou não, sem se conhecerem, vêm a casar mais tarde.
O arraial de Verão é agendado para o primeiro fim de semana do mês de Setembro, todos os anos. Ocorrem variadas festividades religiosas e culturais nesta aldeia, salientando o festejo do Bater das Latas que acontece na noite de 30 de Dezembro e na manhã do dia seguinte, dia 31, pode-se assistir a uma procissão da comunidade religiosa em honra a São Silvestre e também negociar na Feira de São Silvestre.

## História
Agrícola desde sempre graças a suas terras férteis, passou no entanto por uma fase mais opulenta, virada para a extracção intensiva de minério (estanho e volfrâmio) durante o período da Segunda Guerra Mundial, antes de voltar de novo à agricultura.
Hoje pouca gente vive apenas do produto das terras e estas, quando não de pousio, constituem apenas um complemento alimentar para muitos Vasconhenses assalariados nas diferentes empresas regionais.